# Гиперкальциемия
Ги́перкальциеми́я — повышение концентрации кальция в плазме крови. Содержание общего кальция в плазме крови выше 3,0 ммоль/л и ионизированного больше 1,3—1,5 ммоль/л при нормальном содержании белка расценивается как гиперкальциемия. При высокой концентрации кальция образуется кальциевый осадок в сосудах, печеночной и почечной ткани, что делает их ломкими. Высокий уровень кальция плазмы крови сочетается с гиперфосфатемией, обычно менее 0,7 ммоль/л.

## Этиология
Причины гиперкальциемии многообразны, однако тщательно собранный анамнез и несколько проведенных лабораторных проб позволяет значительно сократить список возможных причин:
- усиленное вымывание кальция из костной ткани;
- усиленное всасывание кальция в кишечнике;
- пониженная экскреция кальция в почках;
- пониженное поглощение кальция костной тканью;
- сочетание вышеперечисленных причин.

## Клиническая картина
Клинические проявления гиперкальциемии зависят от её причины, тяжести, длительности и скорости развития, а также от возраста пациента и сопутствующих заболеваний.
Клинические эффекты гиперкальциемии:
- ЦНС:
  - умственные нарушения,
  - ухудшение памяти,
  - эмоциональная нестабильность,
  - депрессия,
  - сонливость,
  - заторможенность,
  - кома (в тяжелых случаях).
- Нервно-мышечная система:
  - проксимальная мышечная слабость,
  - боль в мышцах и суставах,
  - патологические движения ногами во сне.
- Органы пищеварения:
  - пептическая язва,
  - желчекаменная болезнь,
  - панкреатит,
  - тошнота,
  - рвота,
  - нарушение аппетита,
  - желудочно-пищеводный рефлюкс.
- Почки, мочевыделительная система:
  - мочекаменная болезнь,
  - нефрокальциноз,
  - полиурия,
  - никтурия,
  - почечная недостаточность,
  - уремия.
- Сердечно-сосудистая система:
  - артериальная гипертензия,
  - аритмия,
  - волна Осборна на ЭКГ,
  - кальциноз сосудов миокарда и клапанов сердца.
- Глаза:
  - конъюнктивит,
  - кератит,
  - катаракта.
- Кожа:
  - зуд.